# Tom Sneva
Thomas E. „Tom” Sneva (ur. 1 czerwca 1948 w Spokane) – amerykański kierowca wyścigowy.
Dwukrotny mistrz USAC (1977, 1978), zwycięzca Indianapolis 500 (1983).

## USAC / CART
W latach 1977–1978 zdobył dwa tytuły mistrzowskie USAC National Championship; w ostatnich dwóch sezonach przed powstaniem CART. Reprezentował wówczas barwy Penske Racing. W 1978 roku wywalczył tytuł, mimo iż w całym sezonie nie wygrał ani jednego wyścigu (aż sześć razy notował drugie miejsce). Po tym triumfie został zwolniony przez Rogera Penske; według popularnej anegdoty, zajął drugie miejsce o jeden raz za dużo.
Po powstaniu CART jego najlepszym sezonem był 1984, gdzie zajął drugie miejsce w klasyfikacji generalnej.
Był specjalistą od jazdy na owalach, tylko jedno zwycięstwo odniósł na torach drogowych.
Łącznie w latach 1970–1992 wystartował w 205 wyścigach, odnotował 13 zwycięstw i 14 pole position.

## Indianapolis 500
W 1977 roku został pierwszym kierowcą, który uzyskał średnią prędkość powyżej 200 mil na godzinę podczas kwalifikacji do Indianapolis 500 (200.535 mph; 322.730 km/h).
Historia występów Snevy w słynnym majowym klasyku jest naznaczona wspaniałymi kwalifikacjami (łącznie trzy pole position), finiszami na drugim miejscu w samym wyścigu (również trzy razy), poważnymi wypadkami (zwłaszcza kolizja z Eldonem Rasmussenem w 1975 roku) oraz jednym zwycięstwem w 1983 roku.
Wówczas stoczył pamiętny pojedynek z Alem Unserem, w którym wziął udział także syn Unsera, Al Junior. Debiutujący w wyścigu, jadący ze stratą kilku okrążeń, Al Junior blokował Snevę na końcowych rundach, chcąc umożliwić triumf swojemu ojcu, jednak Sneva wykorzystał innych zdublowanych kierowców, aby wyprzedzić obu członków rodziny Unser i zapewnić sobie zwycięstwo.
Łącznie Sneva wziął udział w 18 edycjach Indianapolis 500; ukończył tylko pięć z nich (oprócz zwycięstwa, trzy razy był drugi, a jeden raz szósty). W 1982 roku został sklasyfikowany na czwartej pozycji, ale miał awarię silnika trzy okrążenia przed metą.
Ogólnie aż siedem razy wycofał się wskutek wypadku lub kolizji, najwięcej razy w historii wyścigu. Od momentu triumfu w 1983 roku, nie ukończył już żadnej edycji majowego klasyku.
Okazyjnie startował w serii NASCAR. W 1983 roku zajął siódme miejsce w Daytona 500. Jego brat, Jerry, również był kierowcą wyścigowym.

## Życie prywatne
Żonaty z Sharon, ma dwie córki.
Początkowo był nauczycielem w rodzinnym Spokane. W 1973 roku porzucił to zajęcie i przeniósł się na stałe do Paradise Valley w stanie Arizona celem rozwoju kariery wyścigowej.

## Starty w Indianapolis 500
| Rok  | Nadwozie | Silnik      | Start | Wynik | Uwagi                           |
| ---- | -------- | ----------- | ----- | ----- | ------------------------------- |
| 1973 | Tipke    | Offenhauser |       |       | Nie zakwalifikował się          |
| 1974 | King     | Offenhauser | 8     | 20    | Głowica skrzyni biegów          |
| 1975 | McLaren  | Offenhauser | 4     | 22    | Wypadek                         |
| 1976 | McLaren  | Offenhauser | 3     | 6     |                                 |
| 1977 | McLaren  | Cosworth    | 1     | 2     |                                 |
| 1978 | Penske   | Cosworth    | 1     | 2     |                                 |
| 1979 | McLaren  | Cosworth    | 2     | 15    | Wypadek                         |
| 1980 | McLaren  | Cosworth    | 33    | 2     |                                 |
| 1981 | March    | Cosworth    | 20    | 25    | Sprzęgło                        |
| 1982 | March    | Cosworth    | 7     | 4     | Silnik                          |
| 1983 | March    | Cosworth    | 4     | 1     |                                 |
| 1984 | March    | Cosworth    | 1     | 16    | Piasta przedniego koła          |
| 1985 | Eagle    | Cosworth    | 13    | 20    | Wypadek                         |
| 1986 | March    | Cosworth    | 7     | 33    | Wypadek na okrążeniu formującym |
| 1987 | March    | Cosworth    | 21    | 14    | Wypadek                         |
| 1988 | Lola     | Judd        | 14    | 27    | Wypadek                         |
| 1989 | Lola     | Buick       | 22    | 27    | Pożar w boksie                  |
| 1990 | Penske   | Buick       | 25    | 30    | Półoś                           |
| 1991 | Lola     | Buick       |       |       | Nie zakwalifikował się          |
| 1992 | Lola     | Buick       | 31    | 31    | Wypadek                         |